# (15786) Hoshioka
(15786) Hoshioka est un objet de la ceinture principale intérieure de 3,841 km de diamètre découvert en 1993.

## Description
(15786) Hoshioka a été découvert le 15 septembre 1993 à l'observatoire de Kitami, situé à l'est d'Hokkaidō (Japon), par Kin Endate et Kazuro Watanabe.

### Caractéristiques orbitales
L'orbite de cet astéroïde est caractérisée par un demi-grand axe de 1,88 UA, un périhélie de 1,79 UA, une excentricité de 0,05 et une inclinaison de 22,48° par rapport à l'écliptique. Du fait de ces caractéristiques, à savoir un demi-grand axe inférieur à 2 UA et un périhélie supérieur à 1,666 UA, il est classé, selon la JPL Small-Body Database, objet de la ceinture principale intérieure.

### Caractéristiques physiques
(15786) Hoshioka a une magnitude absolue (H) de 14,2 et un albédo estimé à 0,274, ce qui permet de calculer un diamètre de 3,841 km. Ces résultats ont été obtenus grâce aux observations du Wide-field Infrared Survey Explorer (WISE), un télescope spatial américain mis en orbite en 2009 et observant l'ensemble du ciel dans l'infrarouge, et publiés en 2014 dans un article présentant les résultats concernant 2 835 astéroïdes de la ceinture principale.